# Erich Gebert
Erich Gebert (* 7. April 1895 in Lofer; † 26. September 1978 in Salzburg) war ein österreichischer Wirtschaftsexperte und NSDAP-Gauwirtschaftsberater.

## Herkunft und Funktionen
Der Sohn eines Gendarmeriebeamten legte 1914 am Akademischen Gymnasium Salzburg die Matura ab und studierte Rechts- und Wirtschaftswissenschaften, nachdem er im Ersten Weltkrieg teilgenommen hatte und schwer verwundet worden war. Sein Studium beendete er mit der Promotion. 
Ab 1921 war er als Sekretär bei der Salzburger Handelskammer angestellt. In dieser Funktion forderte Gebert bereits 1926 den „Anschluss“ Österreichs an das Deutsche Reich, da die österreichische Wirtschaft damit in einen großen Markt eingebunden sei. Dafür spreche auch, dass Österreich mit Deutschland anders als mit „geistig und wirtschaftlich wesensfremden Organismen (wie früher Ungarn, Polen etc.), sondern mit innerlich verwandten Verbindungen findet.“
Zum 12. April 1933 trat er in die NSDAP ein (Mitgliedsnummer 1.605.431) und hatte bis zum „Anschluss“ Österreichs 1938 bereits der illegalen NSDAP-Gauleitung Salzburg angehört. Am 6. Februar 1938 trat Gebert zudem der SS bei (SS-Nummer 323.773). Da im Gau Salzburg, anders als in Oberösterreich, die SS einen erheblichen Einfluss hatte und die höchsten Stellen besetzte, war die SS-Mitgliedschaft für die Karriere Geberts von Bedeutung.
Gebert wurde im Dezember 1939 Handelsattaché der Deutschen Gesandtschaft in Pressburg und zudem ab September 1940 Berater für Wirtschafts- und Finanzfragen bei der slowakischen Regierung. 1941 wurde er zum Präsidenten der Salzburger Industrie- und Handelskammer Salzburg ernannt.

## Gauwirtschaftsberater
Wie in anderen Gauen war auch in Salzburg der Gauwirtschaftsberater, also Erich Gebert, an der „Entjudung“ der Wirtschaft durch die sogenannte „Arisierung“ beteiligt. Dabei ging es ihm wie anderen beteiligten Funktionären in der „Arisierungsbürokratie“ vor allem darum, ihm genehme Parteigenossen beim Erwerb jüdischen Vermögens zum Zuge kommen zu lassen. Obwohl er als Präsident der Handelskammer eigentlich für die Wahrung der wirtschaftlichen Interessen in seinem Kammerbezirk zuständig war, nahm er bei der Zuteilung der Vermögen kaum Rücksicht auf die ökonomische Effektivität, sondern achtete mehr auf die kurzfristige Befriedigung der Wünsche seiner Klientel im lokalen Umfeld.
Beispielhaft für sein Agieren ist die „Arisierung“ des größten Salzburger Kaufhauses Schwarz, das einer jüdischen Familie gehörte. Dabei gab es innerhalb der nationalsozialistischen Gruppen und Funktionsträger unterschiedliche Zielsetzungen. Während die „Deutsche Arbeitsfront“ als Vertreter der Beschäftigten des Kaufhauses Schwarz für dessen Weiterführung eintrat, plädierte die Salzburger Kaufmannschaft für die Liquidation des Konkurrenten und wurde dabei vom Gauwirtschaftsberater Gebert unterstützt.
Als „Arisierungswerber“, der das Kaufhaus übernehmen und weiterführen wollte, war SS-Gruppenführer Curt Wittje aus Hamburg-Altona aufgetreten, der vom Leiter der für die Arisierung letztlich zuständigen „Vermögensverkehrsstelle“ in Wien, Walter Rafelsberger unterstützt wurde.
Dagegen hat Gebert im August 1938 eine „Interessensgruppe“ aus Vertretern der Salzburger Kaufmannschaft, dem Brigadeführer der SA („als gewissermaßen interessierter Vertreter in den militanten Organisationen der Konsumentenschichten“) und einem Vertreter des Sicherheitsdienstes einberufen, um den Versuch einer Übernahme des Kaufhauses durch Wittje abzuwehren und einen „Bewerber aus der Ostmark zu bevorzugen“.
Da Wittje sein Angebot zurückzog, und sich auch kein anderer Käufer fand, wurde die Liquidation des Kaufhauses im November 1938 genehmigt.
Bei der „Arisierung“ bzw. „Liquidierung“ der Salzburger Zündwarenfabrik Handler & Pfifferling dagegen setzte sich Gebert gegen andere nationalsozialistische Funktionäre für die Erhaltung des Betriebes ein.
Im Falle des „jüdischen Grundeigentums“, des Berghofs in Unterburgau bei St. Gilgen, das teilweise aus landwirtschaftlichem Vermögen bestand, verwahrte sich Gebert gegen die Übertragung an die „Landesversicherungs-Anstalt Linz“ mit dem Argument, dass nicht einzusehen sei, „warum dieser Besitz in oberösterreichische Hände übergehen soll, da zu den Bedingungen, zu denen Oberdonau übernimmt, sicherlich auch ein Salzburger Interessentenkreis zu finden ist.“

## Schriften
- Der „Anschluß“ im Lichte österreichischer Wirtschaftspolitik (Bericht des volkswirtschaftlichen und handelspolitischen Ausschusses der Kammer für Handel, Gewerbe und Industrie in Salzburg), Salzburg 1926